# The Lost Valentine
The Lost Valentine (Título no Brasil: Amor Desaparecido), neste emocionante romance histórico Jennifer Love Hewitt (A Lista de Clientes) e Betty White (A Proposta) irão descobrir que o amor supera tudo, inclusive o tempo, é baseado no romance “The Last Valentine” de James Michael Pratt.
Uma jovem e cínica jornalista aprende que o amor pode transcender o tempo de provações, quando ela descobre uma história que irá mudar sua vida para sempre. Quando a guerra separa amantes em seu aniversario de casamento no dia 14 de fevereiro de 1944 na estação de trem de LA, o piloto da Marinha Neil Thomas faz uma promessa para sua esposa gravida que ele não tem certeza se poderá cumprir – retornar vivo a estação de trem no próximo aniversário de casamento. 
Durante sessenta anos Caroline Thomas mantém sua promessa de esperar seu marido na estação de trem, só que ele nunca aparece.
Susan (Hewitt) tenta descobrir o que realmente aconteceu com o piloto naval e ela encontra-se em uma história de amor, com o neto de Caroline, Lucas (Sean Faris).

## Ficha Técnica
Título Original: The Lost Valentine
Gênero:Drama, Romance
Direção:Darnell Martin
Roteiro:Barton Taney, James Michael Pratt, Maryann Spencer Ridini
Produtores:Andrew Gottlieb, Barbara Gangi, Cameron Johann, Chi-Li Wong, Kenneth Atchity, Maryann Spencer Ridini

## Elenco
- Andy Stahl (I) (Senator Max Irving)
- Betty White (Caroline Thomas)
- Billy Magnussen (Neil Thomas)
- Bil Gerard (Neil Thomas Jr)
- Jennifer Love Hewitt (Susan Allison)
- Justin Geer (Jeff Billings)
- Keith Allen Hayes (Orderly)
- Lori Beth Edgeman (Jenny)
- Meghann Fahy (Young Caroline)
- Michael L. Covington (Office Worker)
- Mike Pniewski (Craig)
- Nadia Dajani (Julie Oliver)
- Robert Pralgo (David Oliver)
- Ron Clinton Smith (Western Union Man)
- Sean Faris (Lucas Thomas)
- Sean Ferris (Lucas Thomas)
- Shannon Guess (Sue)
- Steve Warren (Conductor)
- Tom Nowicki (Glenn Billings)
- Wilbur Fitzgerald (Conductor)
- Will Chase (Andrew Hawthorne)

Duração: 100 minutos
Classificação: L - Livre para todos os públicos